# Jan Gerrit van Gelder

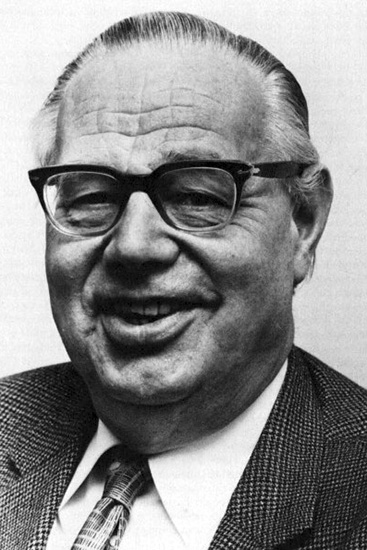
Prof. Jan Gerrit van Gelder (Alkmaar 27-02-1903 - † Utrecht, 09-12-1980)

Jan Gerrit van Gelder (Alkmaar, 27 februari 1903 – Utrecht, 9 december 1980) was een Nederlands kunsthistoricus, hoogleraar aan de Universiteit Utrecht en museumdirecteur. Zijn invalshoek, zijn organisatorische activiteiten en zijn internationale netwerk zijn belangrijk geweest voor de ontwikkeling van de kunstgeschiedenis in Nederland na de Tweede Wereldoorlog.

## Academische carrière

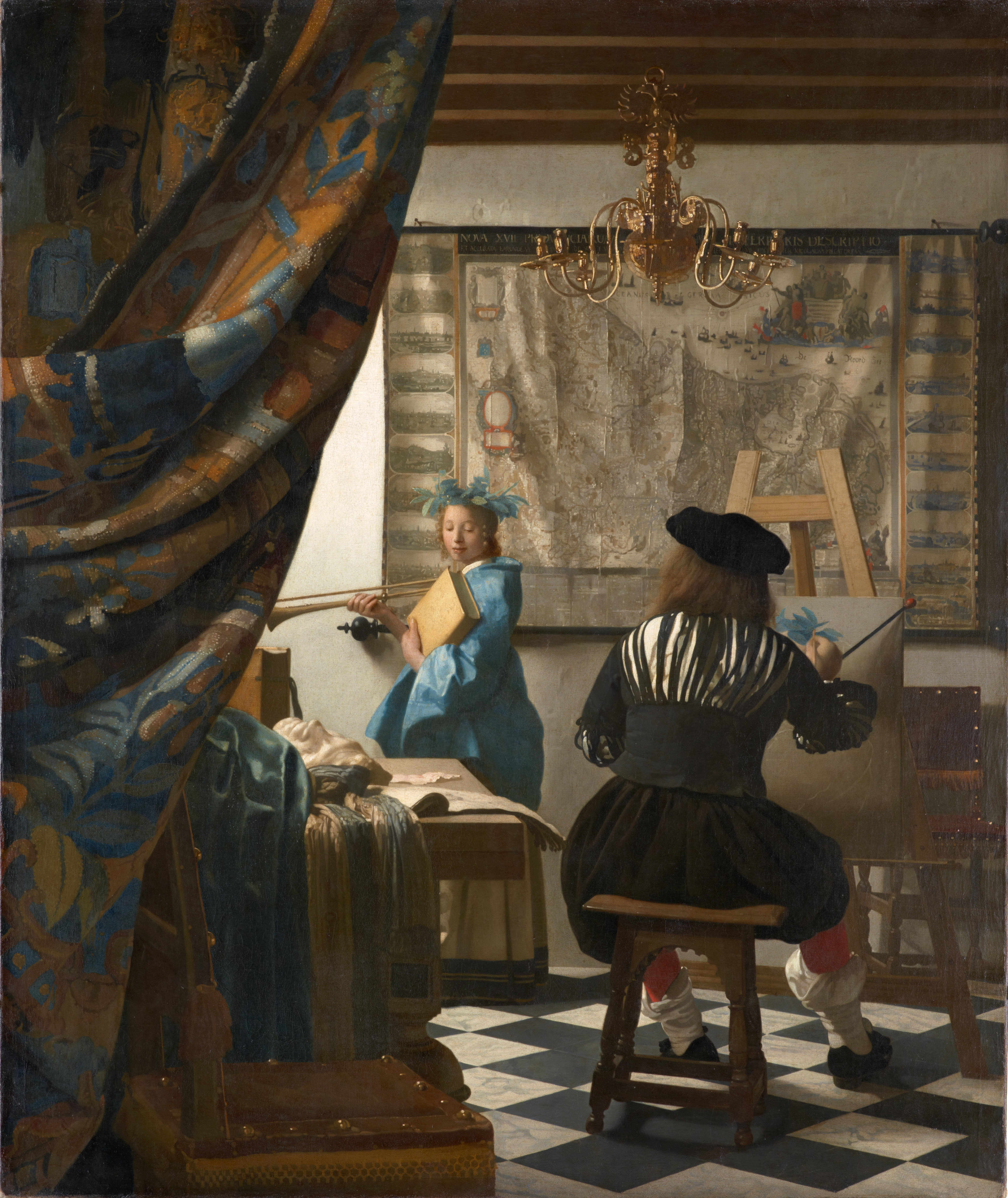
Jan Vermeer, Allegorie op de Schilderkunst (1666), Kunsthistorisches Museum, Wenen

Jan Gerrit van Gelder werd geboren in het geslacht Van Gelder als zoon van archivaris en museumdirecteur Hendrik Enno van Gelder en Johanna Helena Scalongne. Zijn jeugd bracht hij door in Den Haag. Al in 1922, toen hij nog op het gymnasium zat, publiceerde hij zijn eerste artikel over de Nederlandse landschapsschilderkunst van de 16e tot de 20e eeuw. Sinds 1923 studeerde hij kunstgeschiedenis aan de Rijksuniversiteit Utrecht.
In 1933 promoveerde hij op een proefschrift over schilder, tekenaar en graveur Jan van de Velde, zijn promotor was Willem Vogelsang. In tegenstelling tot Vogelsangs focus op formele analyse, ging Van Gelder uit van de eenheid van vorm en inhoud, en bestudeerde hij hoe kunstontwikkelingen waren geworteld in de sociaal-economische context.
In 1936 werd hij privaatdocent in de kunstgeschiedenis in Leiden. Na de Tweede Wereldoorlog -in 1946- werd hij, op verzoek van de minister voor cultuur, hoogleraar aan het Kunsthistorisch Instituut te Utrecht als opvolger van Vogelsang, die met emeritaat ging. Terwijl het instituut zich voorheen vooral op de Duitse en Oostenrijkse wetenschap had georiënteerd, trok Van Gelder collega's aan als William Heckscher uit de VS en Katharine Fremantle uit het VK. Van Gelder, die Joodse schoonfamilie had, had door zijn steun aan Joodse migranten tijdens de oorlog met name in Engeland veel krediet opgebouwd. Deze contacten leidden ook tot een toeloop van jonge buitenlandse, vooral Amerikaanse, geleerden, die naar Utrecht kwamen voor het schrijven van hun proefschrift of voor onderzoek (zoals Seymour Slive en Walter Gibson). Uiteindelijk begeleidde hij meer dan 30 proefschriften over uiteenlopende onderwerpen, zoals dat van de latere New Yorkse hoogleraar Egbert Haverkamp-Begemann. Zelf werkte hij in 1953-'54 in het Institute for Advanced Study te Princeton op uitnodiging van zijn vriend Erwin Panofsky.
Om de kunstgeschiedenis in het naoorlogse Nederland een impuls te geven richtte van Gelder in 1947 het Nederlands Kunsthistorisch Jaarboek op, dat zich tot gerenommeerd tijdschrift ontwikkelde. Hij bleef redactielid tot 1962 en richtte in 1966 het tijdschrift Simiolus op. Hij was ook een actief lid van de redactieraad van Oud Holland. In 1965 werd hij door zijn collega's vereerd met een feestbundel.
Hij werd in 1951 lid van de Koninklijke Nederlandse Akademie van Wetenschappen en was erelid van het CIHA (Comité International de l'Histoire de l'Art). Daarnaast zetelde hij in het bestuur van de Fondation Custodia en het Institut Néerlandais, beide te Parijs, het Nederlands Interuniversitair Kunsthistorisch Instituut in Florence, de stichting Openbaar Kunstbezit en de Vereniging Rembrandt.
Na een langdurig conflict met collega William Heckscher (die hij zelf had uitgenodigd om naar Nederland te komen) kreeg Van Gelder in 1966 van de universiteit een eigen onderzoeksinstituut, het Centrum voor Voortgezet Kunsthistorisch Onderzoek. Hij werkte daar tot aan zijn pensionering in 1973, toen hem een feestbundel werd aangeboden waar talrijke grote namen aan meewerkten (zoals Anthony Blunt, Ernst Gombrich, Horst Gerson, Victorine Hefting, Benedict Nicolson en vele anderen). In 1968 behoorde hij tot de oprichters van het Rembrandt Research Project.
Van Gelder werd als hoogleraar opgevolgd door Emil Reznicek. Zijn portret voor de Universiteit Utrecht werd geschilderd door Ernst van de Wetering. In 1985 werd in zijn herinnering de Jan van Gelderprijs in het leven geroepen, die tweejaarlijks aan een jonge kunsthistoricus wordt uitgereikt.

## Conservator en museumdirecteur
Op 1 mei 1924 werd hij assistent in het Rotterdamse Museum Boijmans. Hij werd er later conservator en beheerde het prentenkabinet en de bibliotheek. In 1940 werd hij waarnemend directeur van het Haagse Rijksbureau voor Kunsthistorische Documentatie, en in 1945 werd hij er aangesteld als directeur als opvolger van de Zwitser Hans Schneider. Ook in 1945 werd Van Gelder benoemd tot directeur van het Mauritshuis. In 1946 nam hij ontslag uit zijn directiefuncties om zich voltijds op zijn academische carrière te richten.
Ook voor de kunsthandel is Van Gelder van betekenis geweest, met name door het informele kunsthistorische onderricht dat hij verleende aan de invloedrijke handelaar Saam Nijstad, die een tijdlang als zijn chauffeur fungeerde. Zo kocht Van Gelder bijvoorbeeld werken aan ten behoeve van de Britse verzamelaar Antoine Seilern.

## Werk
Gebruikmakend van een op sociale geschiedenis gebaseerde aanpak in zijn onderzoek schreef Van Gelder over Rembrandt, Peter Paul Rubens, Antoon van Dyck, Adam Elsheimer, Aelbert Cuyp, Jan van Scorel, Jan Vermeer, Vincent van Gogh en (met zijn vrouw Ingrid Jost) Jan de Bisschop.

## Bibliografie

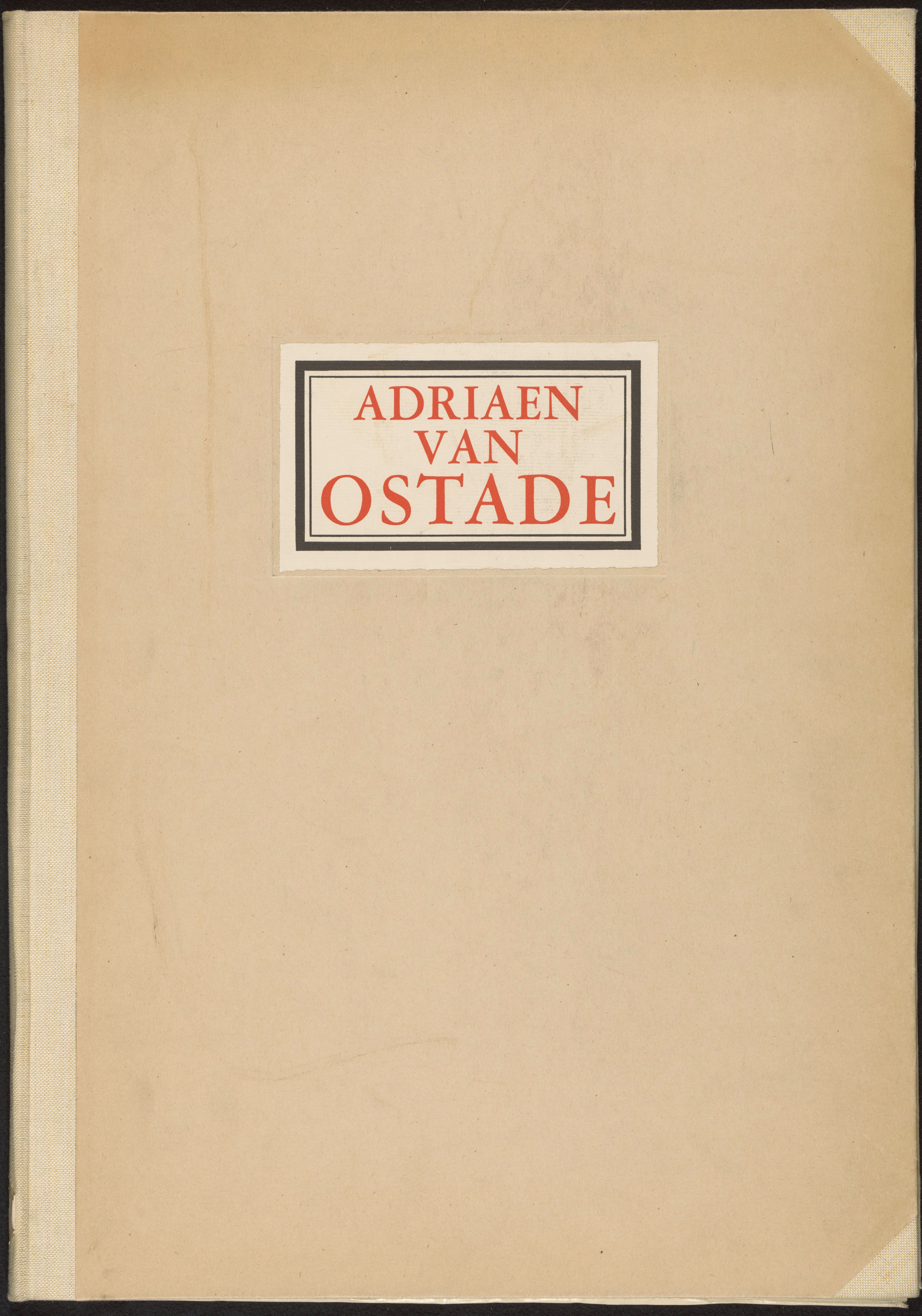
Uitgave van de prenten van Adriaen van Ostade door Jan van Gelder, 1941